# Mileč
Mileč (deutsch Milletsch) ist eine Gemeinde mit 341 Einwohnern in Tschechien. Sie liegt drei Kilometer südöstlich von Nepomuk und gehört zum Okres Plzeň-jih. Die Katasterfläche beträgt 1636 Hektar.

## Geographie
Der Ort befindet sich in 442 m ü. M. im Quellgebiet eines linken Zuflusses des Myslivský potok. Am östlichen Ortsrand führt die Eisenbahnstrecke von Pilsen nach Strakonice und im Norden die Europastraße 49/Staatsstraße 20 von Nepomuk nach Blatná vorbei.
Nachbarorte sind Třebčice im Norden, Mohelnice im Nordosten, Želvice im Osten, Záhoří, Maňovská, Maňovice und Kramolín im Süden, Kozlovice im Westen sowie Nepomuk im Nordwesten.

## Geschichte
Nach alten Berichten soll das Dorf um 1100 durch Milek von Klenová gegründet worden sein. Der erste urkundliche Nachweis stammt aus dem Jahre 1352 und bezeugt, dass Mileč eines der Dörfer des Pomuker Zisterzienserklosters war. Möglicherweise gelangte das Dorf zeitweilig an andere Besitzer, denn 1373 bezeichnete sich der Grundherr von Vrčeň als Přibík von Vrčeň und Milče und um 1400 war ein Michael von Milče Burgvogt auf Grünberg. Nach der Zerstörung des Klosters durch die Truppen Jan Žižkas wurde Mileč 1420 eines der untertänigen Dörfer der Herrschaft Grünberg, jedoch war es zwischen 1630 und 1789 zur Herrschaft Plánice zugehörig. Die berní rula weist für Milče, wie das Dorf damals genannt wurde, fünf Bauern und einen Gärtner aus.
Mit der Ablösung der Patrimonialherrschaften erlangte Mileč 1850 seine Eigenständigkeit. 1920 hatte das Dorf 274 Einwohner.

## Gemeindegliederung
Zu Gemeinde Mileč gehören die Ortsteile Bezděkovec (Besdiekowitz), Maňovice (Maniowitz), Záhoří (Sahorsch) und Želvice (Schelwitz) sowie die Weiler und Einschichten Voděra, Maňovská, Pohankův Mlýn, Černý Mlýn und Barankův Mlýn.

## Sehenswürdigkeiten
- Pfarrkirche St. Peter und Paul, 1764 an Stelle eines Vorgängerbaus aus dem 14. Jahrhundert errichtet
- Linde von Mileč, eine 25 m hohe großblättrige Linde mit einem Stammumfang von 5,02 m. Ihr Alter wird auf 420 Jahre geschätzt.
- Neogotische Kapelle auf dem Dorfplatz von Bezděkovec
- Kapelle auf dem Dorfplatz von Maňovice mit sechseckigem Grundriss
- Kapelle in Záhoří
- Kapelle in Želvice